# アイル・テネレ自然保護区
アイル・テネレ自然保護区は、ニジェールにある自然保護区で、その名の通りアイル山地とテネレ（テネレとは現地の言葉で「何もない土地」）を対象としている。約13000km2の厳正自然保護区を含む総面積77000km2は、アフリカに数ある自然保護区の中でも最大を誇る。
降水量の少ないこの一帯には、荒涼とした景観が広がっている。砂漠の中心にそびえるアイル山には乾季でも絶えない水源があり、少なくとも350種の植物、160種の鳥類、18種の爬虫類、40種の哺乳類が確認されている。その中にはパタスモンキー、レイヨウ（ドルカスガゼル、リムガゼル、アダックス）、ダマガゼル、ムフロン、ダチョウなど、サハラ砂漠とサヘル地域の固有種や絶滅危惧種などが含まれており、アヌビスヒヒ、ケープハイラックス、カラカル、ハイエナ、フェネック、オジロスナギツネ、チーターなども見られる。特にアダックスの保護区としての側面が大きい。植生はステップ、乾燥な低地および水が豊富な谷に分布している。ステップではアカシアのVachellia flavaとVachellia tortilis、エジプトバルサム、Maerua crassifolia、低地ではPanicum turgidum、Stipagrostis vulnerans、谷ではドームヤシ、ナツメヤシ、アラビアゴムモドキ、Vachellia tortilis、Boscia senegalensis、Salvadora persica、Stipagrostis vulneransなどがそれぞれ生えている。
1988年に自然保護区に指定された際、政府はこの地での狩猟、伐採、さらには商品の輸出を一切禁止した。元々この地に住んでいたトゥアレグ族の反発が強くなったことから、更なる保護のために1991年にユネスコの世界遺産に登録された。しかし、かえって反発が激化し内戦に発展したため、翌年には危機遺産に登録された。また、1997年に生物圏保護区に登録された。

## アイル山地
アイル山地はニジェールにある花崗岩質の山地。年平均の降水量は75 - 160mmと非常に少ないが、山地のあちこちの湧き水のおかげもあって、植物相、動物相とも周辺の砂漠地帯よりも豊かなものとなっている。この自然保護区の生物はほとんどがこの山地とその境界に生息している。

## テネレ
テネレは、サハラ砂漠の南の一部区域を指す呼称である。テネレ砂漠と呼ばれることもあるが、元々「テネレ」はトゥアレグの言葉で「砂漠」の意味である。かつては緑豊かな場所だったが、紀元前2500年前頃までには、現在のような砂漠になった。
砂漠にはシンボルともいえた「テネレの木」(en:Arbre du Ténéré) が一本だけ立っていたが、1970年代に飲酒運転のトラックが突っ込み、引き倒してしまった。

## 世界遺産登録基準
この世界遺産は世界遺産登録基準のうち、以下の条件を満たし、登録された（以下の基準は世界遺産センター公表の登録基準からの翻訳、引用である）。
- (7) ひときわすぐれた自然美及び美的な重要性をもつ最高の自然現象または地域を含むもの。
- (9) 陸上、淡水、沿岸および海洋生態系と動植物群集の進化と発達において進行しつつある重要な生態学的、生物学的プロセスを示す顕著な見本であるもの。
- (10) 生物多様性の本来的保全にとって、もっとも重要かつ意義深い自然生息地を含んでいるもの。これには科学上または保全上の観点から、すぐれて普遍的価値を持つ絶滅の恐れのある種の生息地などが含まれる。

## 危機遺産登録理由
自然保護区となったことによって、1000年近くこの地を重要な通商路としてきたトゥアレグのキャラバンにも、大きな制約が加えられるようになった。この不満が内戦に結びついたことから、1992年に危機遺産に登録された。自然保護の動きが、かえって自然を脅かしてしまった例である。内戦自体は1994年にひとまずの終息を見たが、2007年現在でも危機遺産登録は解除されていない。